# Epsilon lunaire latin
Cette page contient des caractères spéciaux ou non latins. S’ils s’affichent mal (▯, ?, etc.), consultez la page d’aide Unicode.
L’epsilon lunaire latin, est une lettre additionnelle utilisée dans l’alphabet slovène de Franc Serafin Metelko et la transcription phonétique d’Otto Bremer utilisée en dialectologie allemande à la fin du XIXe siècle et au début du XXe siècle. Il a la forme d’une variante de l’epsilon, toutes deux dérivées de formes de la lettre grecque epsilon.

## Utilisation

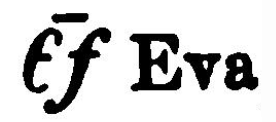
Majuscule epsilon lunaire dans la transcription ϵ̄f de Eva, dans Heilig 1898.

En 1898, Otto Bremer utilise l’epsilon lunaire ‹ ϵ ›  dans sa transcription phonétique. Gesinus Gerhardus Kloeke en 1913 et 1914 et Hugo Larsson en 1917 utilise ‹ ϵ › dans une variation de la transcription de Bremer, avec les caractères romains contraiement à l’italique de Bremer.
Hans Ludwig Rauh utilise aussi l’epsilon lunaire et l’epsilon pour représenter deux sons différents dans une description du dialecte de Francfort.

## Représentation informatique
L’epsilon lunaire latin n’a pas été ajouté dans un codage informatique standardisé.
Il peut être représenté par le caractère du symbole grec epsion lunaire U+03F5 ϵ, ou d’autres caractères similaires comme les caractères de la lettre cyrillique ié ukrainien U+0404 Є et U+0454 є.
Lorsque l’epsilon lunaire latin n’est pas distingué sémantiquement de l’epsilon, il peut être représenter par les caractères de la lettre latine epsilon U+0190 Ɛ et U+025B ɛ.